# Stigmella betulifoliae
Stigmella betulifoliae là một loài bướm đêm thuộc họ Nepticulidae. Nó được miêu tả bởi Puplesis và Diškus năm 2003. Nó được tìm thấy ở Tadzhikistan.
Ấu trùng ăn Betula turkestanica. Chúng có thể ăn lá nơi chúng làm tổ.